# Trudy Tadzikistanskoi Bazy
Trudy Tadzikistanskoi Bazy (abreviado Trudy Tadzhikistansk. Bazy) fue una revista científica con ilustraciones y descripciones botánicas que fue publicada en Tayikistán desde 193? hasta 1940, ùblicándose los números 8 al 11. Fue precedida por Trudy Tadzhiksk. Bazy y reemplazada por Trudy Tadzhiksi. Fil. Akad. Nauk S.S.S.R.